# Krayenberggemeinde
Krayenberggemeinde település Németországban, azon belül Türingiában. Lakosainak száma 4938 fő (2023. december 31.). Krayenberggemeinde Frauensee, Stadtlengsfeld és Tiefenort községekkel határos.

## Népesség
A település népességének változása:
| Lakosok száma | 5232 | 5200 | 4971 | 5018 | 4938 |
|               | 2017 | 2019 | 2021 | 2022 | 2023 |